# Zarzoso
Zarzoso es una entidad de población española del municipio de El Cabaco, perteneciente a la provincia de Salamanca, en la comunidad autónoma de Castilla y León.

## Historia
Hacia mediados del siglo XIX, el lugar, una alquería ya por entonces perteneciente a El Cabaco, tenía contabilizada una población de catorce habitantes. Aparece descrito en el decimosexto y último volumen del Diccionario geográfico-estadístico-histórico de España y sus posesiones de Ultramar de Pascual Madoz con las siguientes palabras:

ZARZOSO: alq. en la prov. de Salamanca, part. jud. de Sequeros, térm. municipal de Cabaco. pobl.: 4 vec., 14 almas.
(Madoz, 1850, p. 663)

En 2023, la entidad singular de población tenía empadronados catorce habitantes y el núcleo de población, también catorce.